# Natterer Straße
De Natterer Straße (L226) is een 2,36 kilometer lange Landesstraße (lokale weg) in het district Innsbruck Land in de Oostenrijkse deelstaat Tirol. De weg begint ten oosten van Natters (783 m.ü.A.) waar de weg middels een rotonde aansluit op de Brennerstraße (B182), alwaar ook de Mutterer Straße (L227) op deze weg aansluit. Vandaar loopt de weg in westelijke richting omhoog door het dorp Natters, tot bij het Landeskrankenhaus Natters (848 m.ü.A.), een speciale kliniek voor longgeneeskunde.